# Österreichische Handballmeisterschaft (Männer) 2023/24
Die 63. Saison der Österreichischen Handballmeisterschaft beginnt im September 2023. Der amtierende Meister der Saison 2022/23 ist die SG Handball Westwien.

## Handball Liga Austria
In der höchsten Spielklasse, der Handball Liga Austria, sind zwölf Teams vertreten. Die Meisterschaft wird in mehrere Phasen gegliedert. In der Hauptrunde spielen alle Teams eine einfache Hin- und Rückrunde gegen jeden Gegner. Danach wird die Liga in zwei Gruppen geteilt.
Die ersten acht Teams spielen dann direkt das Viertelfinale, in dem sie sich für das Halbfinale und darüber für das Ligafinale qualifizieren können. Die restlichen vier Mannschaften spielen  ein Playoff um den Klassenerhalt.

## Hauptrunde
| Pl.                                | Verein                         | Sp. | S  | U | N  | Tore      | Diff. | Punkte |
| ---------------------------------- | ------------------------------ | --- | -- | - | -- | --------- | ----- | ------ |
| 1.                                 | Alpla HC Hard                  | 22  | 15 | 4 | 3  | 0694:6150 | +79   | 34     |
| 2.                                 | Handball Tirol                 | 22  | 15 | 4 | 3  | 0699:6380 | +61   | 34     |
| 3.                                 | BT Füchse                      | 22  | 15 | 1 | 6  | 0684:6660 | +18   | 31     |
| 4.                                 | UHK Krems                      | 22  | 14 | 1 | 7  | 0680:6660 | +14   | 29     |
| 5.                                 | Bregenz Handball               | 22  | 11 | 3 | 8  | 0680:6670 | +13   | 25     |
| 6.                                 | Handballclub Fivers Margareten | 22  | 11 | 1 | 10 | 0726:6870 | +39   | 23     |
| 7.                                 | SC Ferlach                     | 22  | 9  | 1 | 12 | 0635:6480 | −13   | 19     |
| 8.                                 | HC Linz AG                     | 22  | 9  | 1 | 12 | 0662:6640 | −2    | 19     |
| 9.                                 | JAGS Vöslau                    | 22  | 7  | 4 | 11 | 0623:6390 | −16   | 18     |
| 10.                                | HSG Graz                       | 22  | 8  | 0 | 14 | 0602:6640 | −62   | 16     |
| 11.                                | HSG Bärnbach/Köflach           | 22  | 4  | 2 | 16 | 0557:6300 | −73   | 10     |
| 12.                                | UHC Hollabrunn (A)             | 22  | 2  | 2 | 18 | 0566:6470 | −81   | 6      |
| Quelle: ÖHB, Stand: 18. April 2024 |                                |     |    |   |    |           |       |        |

|     | Viertelfinale                    |
|     | Abstiegs Playoff                 |
| (M) | Meister der letzten Saison       |
| (A) | Aufsteiger aus der HLA Challenge |

### Torschützenliste Hauptrunde
| Platzierung | Spieler           | Verein                         | Position        | Spiele | Tore | 7-Meter | Feldtore |
| ----------- | ----------------- | ------------------------------ | --------------- | ------ | ---- | ------- | -------- |
| 1           | Mislav Grgić      | HC Linz AG                     | Rückraum Links  | 20     | 155  | 11/20   | 144      |
| 2           | Ante Tokić        | Alpla HC Hard                  | Rechtsaußen     | 22     | 154  | 42/49   | 112      |
| 3           | Markus Mahr       | Bregenz Handball               | Rückraum Mitte  | 22     | 138  | 46/62   | 92       |
| 4           | Filip Perić       | Handball Tirol                 | Rechtsaußen     | 21     | 128  | 47/62   | 81       |
| 4           | Srđan Predragović | HSG Graz                       | Rückraum Rechts | 22     | 128  | 5/5     | 123      |
| 6           | Tobias Wagner     | Bregenz Handball               | Kreis Mitte     | 22     | 123  | 0/0     | 123      |
| 7           | Raul Santos       | BT Füchse                      | Linksaußen      | 21     | 119  | 38/50   | 81       |
| 8           | Eric Damböck      | Handballclub Fivers Margareten | Linksaußen      | 22     | 119  | 0/0     | 119      |
| 9           | Marko Simek       | UHK Krems                      | Rückraum Mitte  | 20     | 112  | 42/54   | 70       |
| 10          | Tilen Kosi        | BT Füchse                      | Rückraum Mitte  | 22     | 110  | 13/19   | 97       |

## Finalserie

### Finalserie-Baum
| Viertelfinale | Viertelfinale                  | Viertelfinale                  |     |                | Halbfinale | Halbfinale | Halbfinale |  |  | Finale | Finale | Finale |
|               |                                |                                |     |                |            |            |            |  |  |        |        |        |
| HR1           | Alpla HC Hard                  | 2                              |     |                |            |            |            |  |  |        |        |        |
| HR7           | SC Ferlach                     | 0                              |     |                |            |            |            |  |  |        |        |        |
| HR7           | SC Ferlach                     | 0                              | HR1 | Alpla HC Hard  | 2          |            |            |  |  |        |        |        |
|               |                                |                                | HR1 | Alpla HC Hard  | 2          |            |            |  |  |        |        |        |
|               | HR4                            | UHK Krems                      | 1   |                |            |            |            |  |  |        |        |        |
| HR4           | HR4                            | UHK Krems                      | 1   | UHK Krems      | 2          |            |            |  |  |        |        |        |
| HR4           |                                |                                |     | UHK Krems      | 2          |            |            |  |  |        |        |        |
| HR5           | Bregenz Handball               | 0                              |     |                |            |            |            |  |  |        |        |        |
| HR5           | Bregenz Handball               | 0                              | HR1 | Alpla HC Hard  | 1          |            |            |  |  |        |        |        |
|               |                                |                                |     | Alpla HC Hard  | 1          |            |            |  |  |        |        |        |
|               | HR8                            | HC Linz AG                     | 2   |                |            |            |            |  |  |        |        |        |
| HR2           | HR8                            | HC Linz AG                     | 2   | Handball Tirol | 1          |            |            |  |  |        |        |        |
| HR2           |                                |                                |     | Handball Tirol | 1          |            |            |  |  |        |        |        |
| HR8           | HC Linz AG                     | 2                              |     |                |            |            |            |  |  |        |        |        |
| HR8           | HC Linz AG                     | 2                              | HR8 | HC Linz AG     | 2          |            |            |  |  |        |        |        |
|               |                                |                                | HR8 | HC Linz AG     | 2          |            |            |  |  |        |        |        |
|               | HR6                            | Handballclub Fivers Margareten | 0   |                |            |            |            |  |  |        |        |        |
| HR3           | HR6                            | Handballclub Fivers Margareten | 0   | BT Füchse      | 1          |            |            |  |  |        |        |        |
| HR3           |                                |                                |     | BT Füchse      | 1          |            |            |  |  |        |        |        |
| HR6           | Handballclub Fivers Margareten | 2                              |     |                |            |            |            |  |  |        |        |        |

### HLA Viertelfinale
Für das Viertelfinale sind die ersten Acht Teams des Grunddurchgangs qualifiziert. Wobei die Top Vier ihrer Platzierung nach Gegner auswählen dürfen. Gespielt wird alles in Best of three Serien, die Sieger des Viertelfinales ziehen in das Halbfinale ein.
| Alpla HC Hard (HR1) – SC Ferlach (HR7) | Alpla HC Hard (HR1) – SC Ferlach (HR7) | Alpla HC Hard (HR1) – SC Ferlach (HR7) | Alpla HC Hard (HR1) – SC Ferlach (HR7) |
| -------------------------------------- | -------------------------------------- | -------------------------------------- | -------------------------------------- |
| 26. April                              | Alpla HC Hard 8 Tokić                  | 38 : 28 ( 20 : 13 )                    | SC Ferlach 10 Milićević                |
| 30. April                              | SC Ferlach 8 Sager                     | 25 : 31 ( 9 : 18 )                     | Alpla HC Hard 7 Antanavičius           |
| Endstand in der Serie: 2:0             |                                        |                                        |                                        |

| Handball Tirol (HR2) – HC Linz AG (HR8) | Handball Tirol (HR2) – HC Linz AG (HR8) | Handball Tirol (HR2) – HC Linz AG (HR8) | Handball Tirol (HR2) – HC Linz AG (HR8) |
| --------------------------------------- | --------------------------------------- | --------------------------------------- | --------------------------------------- |
| 27. April                               | Handball Tirol 8 Perić, Spendier        | 30 : 34 ( 12 : 15 )                     | HC Linz AG 8 Fižuleto                   |
| 30. April                               | HC Linz AG 7 Grgić                      | 33 : 34 ( 15 : 15 )                     | Handball Tirol 11 Perić                 |
| 4. Mai                                  | Handball Tirol 7 Perić, Wanitschek      | 32 : 34 ( 17 : 15 )                     | HC Linz AG 12 Grgić                     |
| Endstand in der Serie: 1:2              |                                         |                                         |                                         |

| BT Füchse (HR3) – Handballclub Fivers Margareten (HR6) | BT Füchse (HR3) – Handballclub Fivers Margareten (HR6) | BT Füchse (HR3) – Handballclub Fivers Margareten (HR6) | BT Füchse (HR3) – Handballclub Fivers Margareten (HR6) |
| ------------------------------------------------------ | ------------------------------------------------------ | ------------------------------------------------------ | ------------------------------------------------------ |
| 28. April                                              | BT Füchse 7 Karaula                                    | 28 : 32 ( 14 : 16 )                                    | Handballclub Fivers Margareten 6 Nigg, Schuh           |
| 1. Mai                                                 | Handballclub Fivers Margareten 6 Damböck               | 31 : 35 ( 14 : 19 )                                    | BT Füchse 8 Santos, Neuhold                            |
| 4. Mai                                                 | BT Füchse 7 Santos                                     | 34 : 36 ( 13 : 14 )                                    | Handballclub Fivers Margareten 8 Damböck               |
| Endstand in der Serie: 1:2                             |                                                        |                                                        |                                                        |

| UHK Krems (HR4) – Bregenz Handball (HR5) | UHK Krems (HR4) – Bregenz Handball (HR5) | UHK Krems (HR4) – Bregenz Handball (HR5) | UHK Krems (HR4) – Bregenz Handball (HR5) |
| ---------------------------------------- | ---------------------------------------- | ---------------------------------------- | ---------------------------------------- |
| 28. April                                | UHK Krems 6 Auß, Gartner                 | 30 : 21 ( 15 : 9 )                       | Bregenz Handball 5 Burger                |
| 1. Mai                                   | Bregenz Handball 6 Mahr, Schröder        | 27 : 31 ( 13, 26 : 13, 26 )              | UHK Krems 7 Auß                          |
| Endstand in der Serie: 2:0               |                                          |                                          |                                          |

### HLA Halbfinale
Für das Halbfinale sind die Sieger des Viertelfinales qualifiziert. Die Sieger des Halbfinales ziehen in das Finale der HLA ein.
| Alpla HC Hard (HR1) – UHK Krems (HR4) | Alpla HC Hard (HR1) – UHK Krems (HR4) | Alpla HC Hard (HR1) – UHK Krems (HR4) | Alpla HC Hard (HR1) – UHK Krems (HR4) |
| ------------------------------------- | ------------------------------------- | ------------------------------------- | ------------------------------------- |
| 18. Mai                               | Alpla HC Hard 7 Raschle, Horvat       | 32 : 26 ( 17 : 12 )                   | UHK Krems 6 Hasecic                   |
| 21. Mai                               | UHK Krems 7 Rudischer                 | 31 : 30 ( 16 : 13 )                   | Alpla HC Hard 11 Tokić                |
| 24. Mai                               | Alpla HC Hard 8 Antanavičius          | 30 : 26 ( 12 : 13 )                   | UHK Krems 9 Dicker                    |
| Endstand in der Serie: 2:1            |                                       |                                       |                                       |

| Handballclub Fivers Margareten (HR6) – HC Linz AG (HR8) | Handballclub Fivers Margareten (HR6) – HC Linz AG (HR8) | Handballclub Fivers Margareten (HR6) – HC Linz AG (HR8) | Handballclub Fivers Margareten (HR6) – HC Linz AG (HR8) |
| ------------------------------------------------------- | ------------------------------------------------------- | ------------------------------------------------------- | ------------------------------------------------------- |
| 18. Mai                                                 | Handballclub Fivers Margareten 6 Schuh                  | 30 : 35 ( 13 : 16 )                                     | HC Linz AG 8 Grgić                                      |
| 21. Mai                                                 | HC Linz AG 9 Grgić                                      | 32 : 30 ( 14 : 15 )                                     | Handballclub Fivers Margareten 5 Nigg, Schuh            |
| Endstand in der Serie: 0:2                              |                                                         |                                                         |                                                         |

### HLA Finale
| Finale: Alpla HC Hard (HR1) – HC Linz AG (HR8) | Finale: Alpla HC Hard (HR1) – HC Linz AG (HR8) | Finale: Alpla HC Hard (HR1) – HC Linz AG (HR8) | Finale: Alpla HC Hard (HR1) – HC Linz AG (HR8) |
| ---------------------------------------------- | ---------------------------------------------- | ---------------------------------------------- | ---------------------------------------------- |
| 28. Mai 2024, 20:20 Uhr                        | Alpla HC Hard 11 Horvat                        | 32 : 26 ( 16 : 13 )                            | HC Linz AG 7 Grgić                             |
| 31. Mai 2024, 20:30 Uhr                        | HC Linz AG 9 Grgić                             | 36 : 26 ( 20 : 13 )                            | Alpla HC Hard 6 Sgonc                          |
| 5. Juni 2024, 20:20 Uhr                        | Alpla HC Hard 10 Schmid, Tokić                 | 30 : 31 ( 13, 27 : 16, 27 )                    | HC Linz AG 10 Kislinger                        |
| Endstand in der Serie: 1:2                     |                                                |                                                |                                                |

## Abstiegsrunde
Die nach dem Grunddurchgang auf den Plätzen 9–12 platzierten Teams bestreiten die Abstiegsrunde, wobei jedes Team die Hälfte der im Grunddurchgang erzielten Punkte mitnimmt. In der Abstiegsrunde spielen die Teams erneut jeder gegen jeden und somit weitere 6 Runden. Der Letztplatzierte nach dem Ende der Abstiegsrunde steigt in die HLA CHALLENGE ab.
|          | Verein               | R | S | U | N | Tore    | Diff. | Punkte |
| -------- | -------------------- | - | - | - | - | ------- | ----- | ------ |
| 1.       | JAGS Vöslau          | 6 | 3 | 1 | 2 | 184:178 | +6    | 16:5   |
| 2.       | HSG Graz             | 6 | 2 | 0 | 4 | 168:179 | −11   | 12:8   |
| 3.       | HSG Bärnbach/Köflach | 6 | 3 | 0 | 3 | 171:179 | −8    | 11:9   |
| 4.       | UHC Hollabrunn       | 6 | 3 | 1 | 2 | 181:168 | +13   | 10:5   |
| Endstand |                      |   |   |   |   |         |       |        |

|  | Abstieg |

## Spielstätten
Die Spielstätten sind nach Kapazität der Stadien geordnet.
| Verein                         | Stadion                                   | Kapazität  |
| ------------------------------ | ----------------------------------------- | ---------- |
| HSG Graz                       | Raiffeisen Sportpark Graz                 | 3000       |
| Alpla HC Hard                  | Sporthalle am See                         | 2280       |
| Bregenz Handball               | Sporthalle Rieden-Vorkloster              | 1600       |
| UHK Krems                      | Sport • Halle • Krems                     | 1428       |
| Handballclub Fivers Margareten | Sporthalle Margareten                     | 1200 (672) |
| HC Linz AG                     | Sport-Neue Mittelschule Linz Kleinmünchen | 1200       |
| UHC Hollabrunn                 | Weinviertelarena                          | 1100       |
| HSG Bärnbach/Köflach           | Sporthalle Bärnbach Sporthalle Köflach    | 1076 800   |
| BT Füchse                      | Hannes Bammer Halle                       | 1000       |
| Handball Tirol                 | Osthalle Schwaz                           | 1000       |
| SC Ferlach                     | Ballspielhalle Ferlach                    | 800        |
| Jags Vöslau                    | Thermenhalle Bad Vöslau                   | 800        |